# Napfelkelte (Így jártam anyátokkal)
A Napfelkelte az Így jártam anyátokkal című amerikai televíziós sorozat kilencedik évadjának tizenhetedik epizódja. Eredetileg 2014. február 3-án vetítették, az Egyesült Államokban, míg Magyarországon két hónappal később, 2014. április 21-én.
Ebben az epizódban Ted és Robin az elcsatangolt részeg Barneyt keresik az esküvő előtti hajnalon, aki épp két srácot tanít meg élni. Marshall és Lily különös módon békülnek ki.

## Cselekmény
|  | Alább a cselekmény részletei következnek! |

Jövőbeli Ted elmeséli a gyerekeinek, milyen volt az, amikor gyerekként elengedte a léggömb-barátját, és az messzire szállt. Szerinte az ennek a tanulsága, hogy amit igazán szeretsz, az sose engedd el, mert akkor örökre elveszíted.
A jelenben vasárnap hajnali 5 óra van, 13 órával járunk az esküvő előtt. Ted és Robin a tengerparton sétálnak, és közben az eltűnt Barneyt keresik. Kutatás közben felidézik Ted TOP 5 exbarátnőjét: Stella, Zoey, a Lotyós Tök, Marshall (amikor eljátszották, hogy ők egy meleg pár, hogy Barney lakását eladhassák), és Victoria. Majd ezután jön a TOP 5 legrosszabb: Blabla, Becky, Karen, Zoey, és Jeanette.
Közben a részeg Barney az utcán kószál, és találkozik két fiatal sráccal, Justinnal és Kyle-lal. Elhatározza, hogy megtanítja őket "élni", ezért sztriptízbárba viszi őket (ami különös módon a semmi közepén is van). Kiöltözteti őket a saját szabójával, Tim Gunn-nal, majd egy buliba viszi őket, ahol az "Ismered...?" játékot játszva összehozza őket nőkkel. Napfelkeltekor távozik, de előbb egy jótanácsot oszt meg velük: minden pillanat fergeteges lesz, de csak akkor, ha közben jóbarátok állnak mellettük. Majd ezután a kezükbe nyom egy rakás szalvétát, amire láthatóan felírta a Taktikai Könyvet, újra, s elmegy.
Eközben Marshall a szállodában szembesül Lily szellemével, akivel vitatkozni kezd. Mikor felemlegeti San Franciscót, megjelenik a 2006-os Lily szelleme, és amikor Marshall azt mondja, hogy ez volt a legfájdalmasabb dolog az életében, az apja szelleme is megjelenik. Marshall vitába száll mindannyiukkal, és közli, hogy ő fog győzni. A jelenbeli Lily szelleme azt mondja erre, hogy ha mindent győzelem vagy vereség alapon fog fel, az egy ideig lehet, hogy menni fog, viszont őt szép lassan el fogja veszíteni. Váratlanul visszatér az igazi Lily, akitől Marshall bocsánatot kér, majd Lily közli, hogy mégis maradnak New Yorkban, mert így az észszerű.
Közben Robin és Ted tovább beszélgetnek, és Ted azt hazudja Robinnak, hogy a régi exbarátnőivel nem martja a kapcsolatot. Ami nem igaz, hiszen Stellát, Victoriát, és Jeanette-et is megkereste Robin medálja miatt. Ted előbb Los Angelesbe utazott egy raktárba, ahol nem volt meg a medál, majd kiderült, hogy Victoriánál volt, aki készséggel visszaküldte azt Németországból postán, amit Jeanette vett át és magánál tartotta. Ted most bevallja, hogy azért szakított Victoriával, mert az feltételül szabta, hogy ő és Robin soha többé nem találkozhatnak.  döbbent Robin azt mondja erre, hogy megértette volna, ha így tesz, és kíváncsi arra, Ted mégis miért vetemedett erre. Ted azt mondja, azért, mert nála nincs TOP 5, nála csak egyetlen nő van az élen, és az Robin. Kiderül a medál történetének konklúziója is: Ted úgy szerezte meg, hogy a folyóba kellett ugrania érte, ahová Jeanette bedobta, miután közölte Teddel, hogy mennyire irracionális a ragaszkodása Robinhoz.
Ezután Ted és Robin együtt nézik meg a napfelkeltét a tengerparton, majd Ted végérvényesen elengedi Robint, mint a léggömb-barátját gyerekkorában. Az epizód végén kiderül az is, hogy az első találkozásukkor Robin tényleg megadta a "jelet" arra, hogy csókolja már meg.

## Kontinuitás
- Ted amikor telefonon beszél Stellával, felemlegeti neki, hogy 30 éves koráig nem is látta a Star Wars-t, ami az "Ismerlek?" című részben történt.
- Ted azt mondja, azért volt az egész hercehurca a medállal, mert ő a nászajándékok mestere. Ezt "A pókerparti" című részben is felemlegette.
- Ted azért kell, hogy elmondjon bizonyos részleteket, mert azt "a menyasszony kéri". Ezt a trükköt Barney használta a "Valami kölcsönvett" című részben.
- Az, hogy Tednek egy léggömb volt a legjobb barátja, "A világítótorony" és a "Szünet ki" című részekben is szerepelt.
- Barney visszaemlékszik arra, amikor a "Nincs holnap" című részben a szemetes mellett ébredt.
- Marshall és Ted "Az erőd" című részben játszották meg, hogy melegek.
- Barney amellett a kerítés mellett találkozik a srácokkal, ami mellett Marshallék is elmentek a "Basszgitáros kerestetik" című részben.
- Megemlítik Hammond Druthers pénisz alakú épületét az "Oszlopok" című részből.
- Barney ismét régi frázisát használja, amikor azt mondja, megtanítja a srácokat élni.
- A "Fergeteges hétvége" című részben ugyan megsemmisült a Taktikai Könyv, de azt Barney szalvétákra újraírta.
- Korábbi részekben használt csajfelszedő eszközökként céloz Barney a minimalacra, a kutyákra, és a kisbabákra.

## Jövőbeli visszautalások
- A "Feltámadás" című epizódban végre előkerül Barney.
- "Az oltár előtt" című részből derül ki Robin számára is, hogy Ted beugrott a vízbe a medálért.
- Marshall a "Margaréta" című részben jár utána, miért mondott Lily olyan könnyen igent New York-ra.

|  | Itt a vége a cselekmény részletezésének! |